# Валя-луй-Іон
Валя-луй-Іон (рум. Valea lui Ion) — село у повіті Бакеу в Румунії. Входить до складу комуни Бледжешть.
Село розташоване на відстані 254 км на північ від Бухареста, 24 км на північний захід від Бакеу, 87 км на південний захід від Ясс, 140 км на північний схід від Брашова.

## Населення
За даними перепису населення 2002 року у селі проживали 1410 осіб. Рідною мовою 1404 особи (99,6%) назвали румунську.
Національний склад населення села:
| Національність | Кількість осіб | Відсоток |
| -------------- | -------------- | -------- |
| румуни         | 1395           | 98,9%    |
| цигани         | 13             | 0,9%     |